# Berycidae

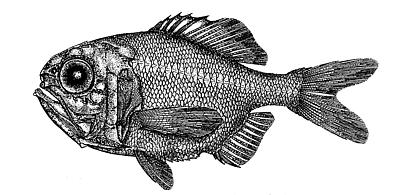
Alfonsino de boca negra (Centroberyx sp.).

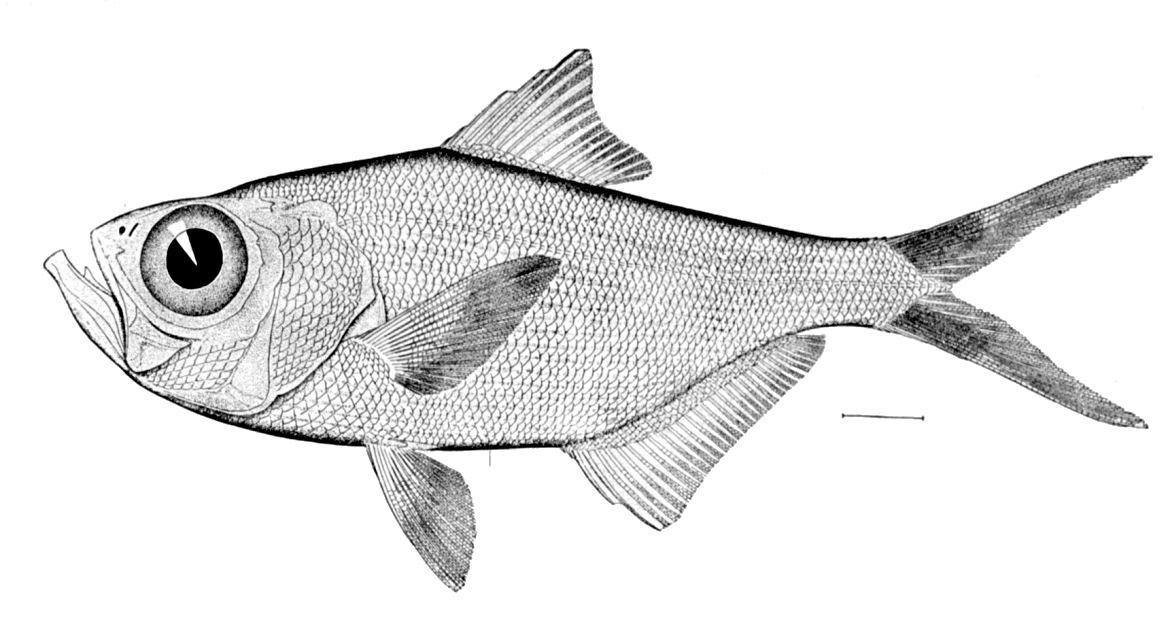
Alfonsino espléndido (Beryx splendens).

Los alfonsinos, alfonsiños o berícidos (Berycidae) es una familia de peces exclusivamente marinos incluida en el orden Beryciformes. Se distribuyen por los océanos Atlántico, Índico y centro-oeste del Pacífico, la mayoría de las especies entre los 200 y 600 m de profundidad.
Tienen una única espina en cada aleta pélvica, así como de 4 a 7 espinas delante de la aleta dorsal, de tamaño creciendo progresivamente desde la delantera a la última, seguidas de unos 12 a 20 radios blandos, mientras que en la aleta anal tienen 4 espinas seguidas de radios blandos.

## Géneros y especies
Existen 10 especies agrupadas en 2 géneros:
- Género Beryx (Cuvier 1829)
  - Beryx decadactylus (Cuvier, 1829)
  - Beryx mollis (Abe, 1959)
  - Beryx splendens (Lowe, 1834)

- Género Centroberyx (Gill 1862)
  - Centroberyx affinis (Günther, 1859)
  - Centroberyx australis (Shimizu y Hutchins, 1987)
  - Centroberyx druzhinini (Busakhin, 1981)
  - Centroberyx gerrardi (Günther, 1887)
  - Centroberyx lineatus (Cuvier, 1829)
  - Centroberyx rubricaudus (Liu y Shen, 1985)
  - Centroberyx spinosus (Gilchrist, 1903)